# Lionheart: Legacy of the Crusader
Lionheart: Legacy of the Crusader är ett datorspel från 2003 för Windows, utvecklat av Reflexive Entertainment. Det använder sig av RPG-metoden SPECIAL, samma som Fallout.